# Fără sfârșit (film)
Fără sfârșit (poloneză: Bez końca) este un film polonez din 1985 regizat de Krzysztof Kieślowski. Rolurile principale au fost interpretate de actorii Grażyna Szapołowska, Maria Pakulnis și Aleksander Bardini.
Filmul este despre declararea legii marțiale în Polonia după interzicerea sindicatului Solidaritatea în 1981. Fără sfârșit este prima colaborare a regizorului cu scenaristul Krzysztof Piesiewicz.